# Флинн, Райан
Ра́йан Флинн (англ. Ryan Flynn; род. 4 сентября 1988, Эдинбург) — шотландский футболист, полузащитник клуба «Арброт». Воспитанник Футбольной Академии «Ливерпуль». Флинна отличает умение отдать хороший пас и забить гол.

## Карьера

### Начало карьеры
Райан перебрался в Мелвуд после победы молодёжного состава «Ливерпуля» в розыгрыше Юношеского Кубка Англии в 2006 году, причём в первом матче финала, в котором «красным» противостояли сверстники из «Манчестер Сити», Райан забил один из мячей своей команды. 30 июня 2007 года Райан вместе с ещё четырьмя игроками молодёжной команды за победу в Юношеском Кубке Англии уже 2007 года был награждён продлением контракта с клубом до 2010 года. Тренер команды Рафаэль Бенитес по этому поводу сказал: «Это прекрасная новость, что эти пятеро ребят подписали новые контракты с клубом. Теперь у них появилась отличная возможность продемонстрировать, что они могут. Они должны продолжать учиться, упорно работать над собой и демонстрировать, на что они способны».
Райан Флинн ни разу не вышел на поле в первом составе «красных» в официальном матче, однако провёл за неё несколько товарищеских матчей перед началом сезона, а также попал в заявку «Ливерпуля» в Лиге чемпионов 2007/08 годов.
В марте 2008 года резервы «Ливерпуля» выиграли престижный международный юношеский турнир Кубок Далласа, и Райан принял в этом самое непосредственное участие, отличившись, в частности, в последнем матче группового этапа, в котором «Ливерпуль» разгромил японскую команду «Рютсу Касива» со счётом 9:0. В полуфинале этих соревнований Райан забил гол в ворота «Бенфики» и помог своей команде победить со счётом 2:1, а в финале «Ливерпуль» разгромил мексиканский «УАНЛ Тигрес» со счётом 5:1.
7 апреля 2008 года Райан принял участие в поединке резервной команды «Ливерпуля» в гостях у «Блэкберн Роверс». Победа гарантировала «красным» первое место в розыгрыше Северной Премьер-Лиги (высшего по рангу турнира для резервов английских футбольных клубов). Матч закончился со счётом 1:0 в пользу «Ливерпуля», Флинн в этом матче играл хорошо, но сам отличиться не сумел, не реализовав выход один на один с вратарём.
11 апреля «красные» смогли принять поздравления с победой в турнире от своих болельщиков. Матч против «Манчестер Сити» уже ничего не решал, однако «Ливерпуль» всё равно победил со счётом 2:1, причём Флинн отметился голевой передачей на Даниэля Пачеко. В начале мая на «Энфилде» резервы «Ливерпуля» обыграли «Астон Виллу», ставшую победителем Южной Премьер-лиги резервов, и стали абсолютными чемпионами главного турнира для резервных команд Англии.
На следующий сезон Райан вновь был включён в ближайшие резервы клуба и попал в заявку команды в групповой этап Лиги чемпионов 2008/09. Вторую половину сезона он провёл в аренде в «Рексеме», выступавшем в Национальной конференции (пятом по счёту дивизионе английского первенства), за который забил гол уже в дебютном матче.

### Фолкерк
На сезон 2009/10 годов Райан отправился в аренду в родной для него клуб «Фалкирк», представляющий шотландскую Премьер-лигу. Уже в дебютном для себя матче за новый клуб, который состоялся в рамках второго раунда Лиги Европы (в прошлом Кубок УЕФА) Райан забил гол, принёсший его команде домашнюю победу над «Вадуцем» со счётом 1:0. Следующий гол за команду он забил 22 августа в чемпионате страны в матче против «Хиберниана».
15 сентября был выкуплен «Фалкирком»

## Достижения
- Чемпион Премьер-Лиги для резервов (2008)
- Чемпион Северной Премьер-Лиги для резервов (2008)
- Обладатель Юношеского Кубка Англии (2006, 2007)°
- Обладатель Кубка Далласа (2008)°

° — турниры для молодёжных команд